# بلدة

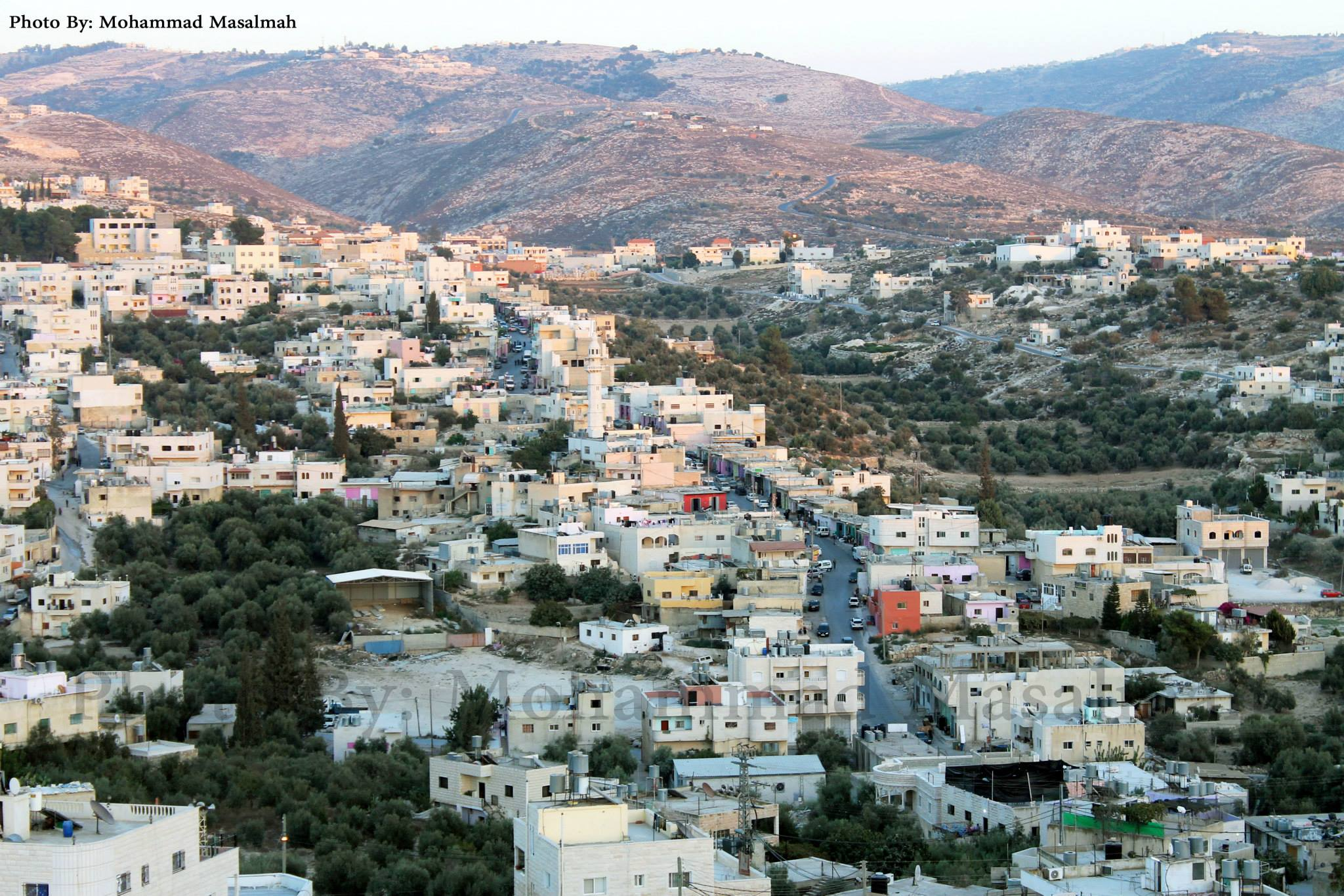
بلدة بيت العوا، إحدى بلدات الخليل الفلسطينية.

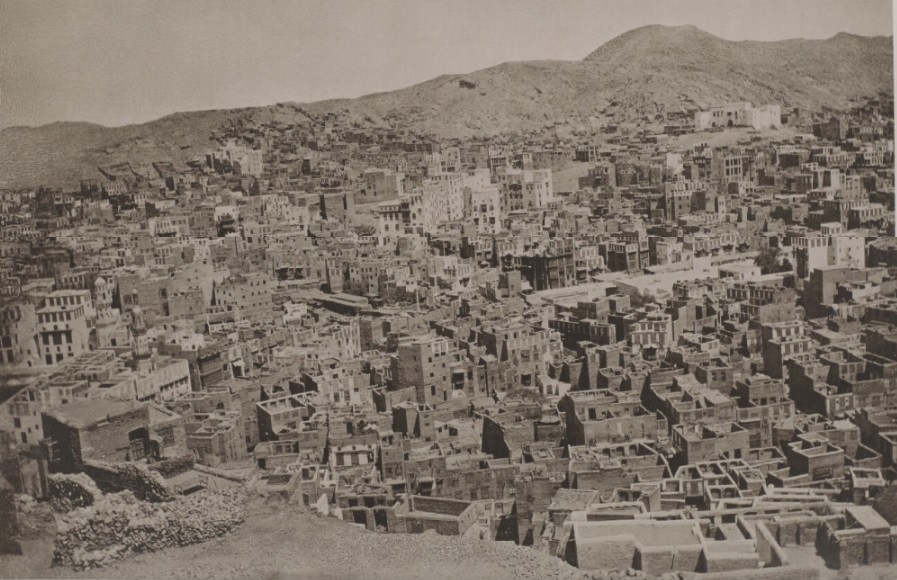
بلدة مكة في جزيرة العرب، قبل تضخمها، سنة 1880م.

البلدة هي تجمع سكاني بشري أكبر من القرية، وأصغر من المدينة، ويختلف تقدير المساحة التي بموجبها يطلق اسم «بلدة» على تجمع ما، من بلد إلى آخر في العالم. حيث أن مفهوم البلدة عند العرب يشير إلى تجمع سكاني أكبر من القرية، وأصغر من المدينة، لذلك وعلى سبيل المثال ينظر البريطانيون إلى البلدات الأمريكية على أنها قرى، في حين يرى الأمريكيون البلدات البريطانية مدناً.

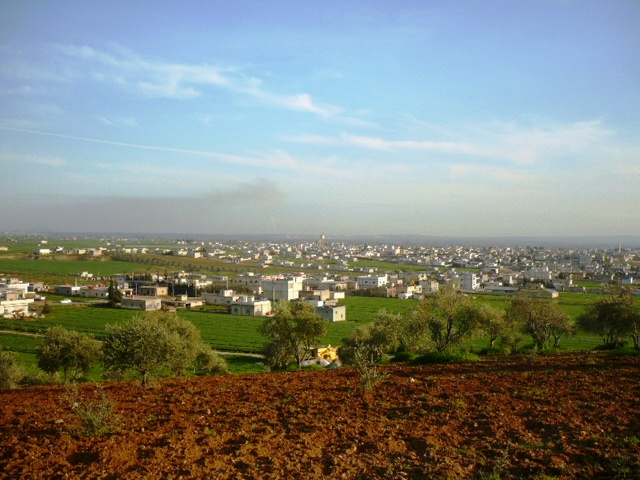
مدخل بلدة كرناز في حماة.

## أنواع البلدات
تقسم البلدات حساب التقسيمات الإدارية إلى تقسيمات عديدة، وفقاً لنشأتها وحجمها وتعداد سكانها...الخ، حيث اقترح الجغرافي الأسترالي توماس تايلور تصنيفاً للبلدات على أساس العمر والمساحة المقامة عليها، ويقسم التصنيف البلدات إلى خمسة أنواع:
1- بلدة وليدة: لها مساحة غير واضحة الملامح.
2- بلدة ناشئة: بها منطقة من المحلات التجارية الصغيرة.
3- بلدة مراهقة: بدأت بها مصانع صغيرة تنشأ.
4- بلدة حديثة النضج: بها منطقة منفصلة للطبقة الراقية.
5- بلدة ناضجة: بها قاعدة صناعية وتجارية واضحة المعالم.

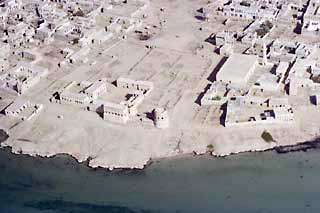
لقطة من الأعلى، لبلدة دارين في القطيف.

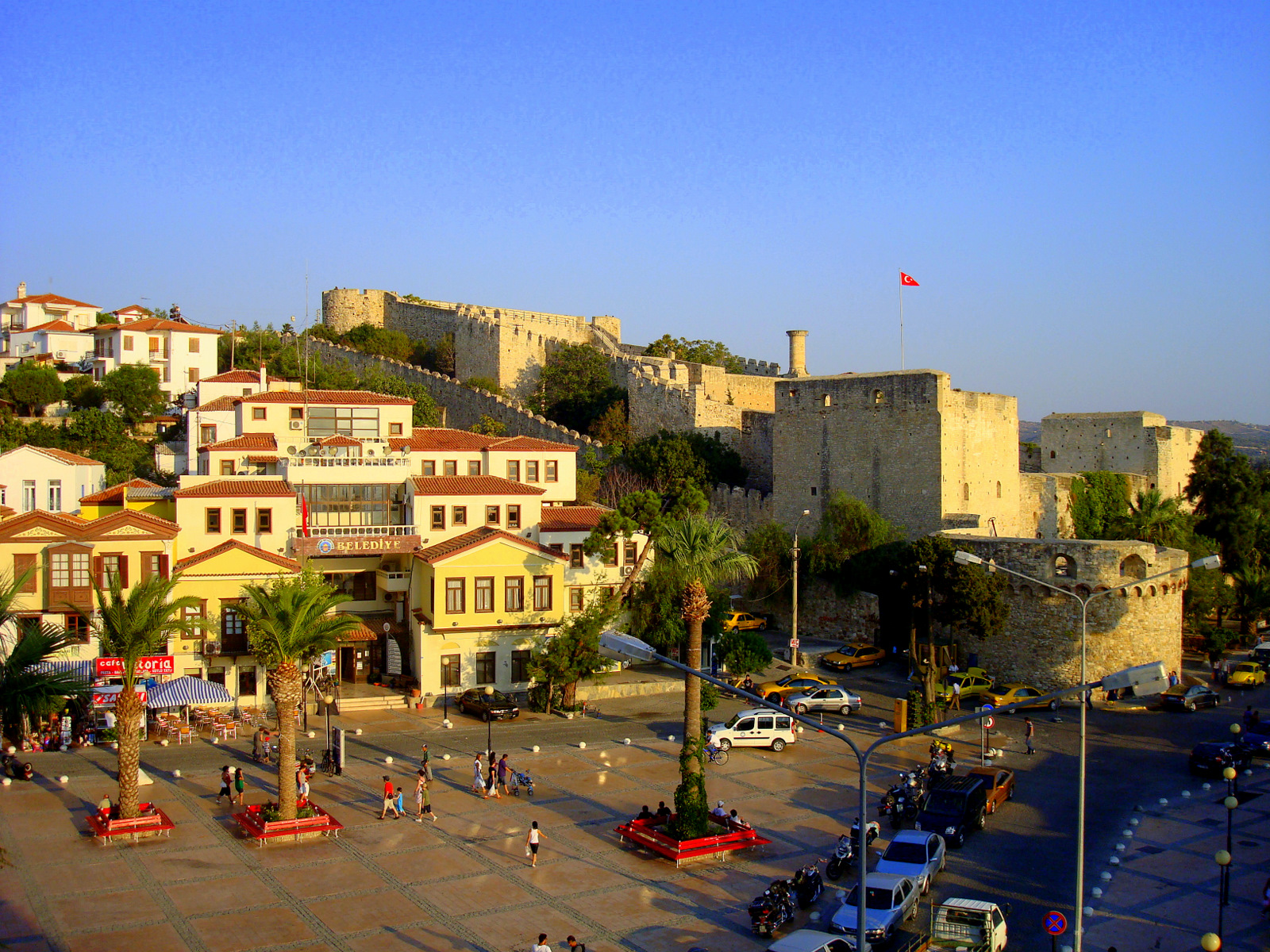
ايجمي، تركيا. وهي بلدة ساحلية مع طابع إقليمي، وفيها قلعة تابعة للعصر العثماني.

## المنشأ والاستخدام
كلمة بلدة تطلق على الرقعة الواسعة من الأرض، محدودة خالية أو مسكونة، حيث أن البلدة الخالية تسمى بلدة ميتة.
في اللغات الأخرى كلمة بلدة في الإنجليزية (Town) تتشارك في الأصل مع الكلمة الألمانية (Zaun : سياج) والكلمة الهولندية (Tuin : حديقة). الكلمة الألمانية (Zaun : سياج) يأتي قريباً من المعنى الأصلي للكلمة: سياج من أي مادة.
في اللغتين الإنكليزية والألمانية تدل الكلمة على المساحة الفارغة المحاطة بتلك الأسوار. في الإنكليزية، هي المدينة الصغيرة التي لا يسمح فيها ببناء الجدران أو غيرها من التحصينات الكبيرة، وبناء الأسوار أو الحظائر بدلا من ذلك (العديد من المستوطنات الإنكليزية في شمال أمريكا تستخدم الأسوار).
في هولندا، هذه المساحة هي حديقة، الخاصة بالأثرياء تحديداً، والتي كان لها سور مرتفع أو جدار يطوقها (مثل حديقة القصر في أبلدورن التي كانت مثالاً للحديقة الخاصة لوليام وماري في محكمة هامبتون) "
في بعض الحالات، «بلدة» اسم آخر لكلمة «مدينة» أو «قرية»(وخصوصاً في قرىً كبيرة) في بعض الأحيان، فإن كلمة «بلدة» هي اختصار لكلمة «مدينة». بشكل عام، مدن اليوم يمكن أن تكون مختلفة عن البلدات والقرى والنجوع على أسس الطابع الاقتصادي. معظم سكان البلدة يحاولون جني رزقهم من الصناعات، والتجارة والخدمات العامة بدلاً من الصناعة الأولية مثل الزراعة أو الحرف اليدوية أنشطة تخص ذلك.

## حجم التعدد السكاني
حجم التعدد السكاني للبلدة غير محدد، ففي مناطق كثيرة من العالم كالهند فالقرية الكبيرة لديها سكان كُثُر تساوي سكان البلدان. وفي المملكة المتحدة، هناك من المدن التاريخية التي هي أصغر بكثير من المدن الكبيرة، حيث يعتمد حجم البلدة على المنطقة التي تقع فيه البلدة، والكثافة السكانية في المناطق المحيطة بالبلدة، وحجم المدن حولها.

## البلدة

### العرب
مركز تجمع سكاني أكبر من قرية وأصغر من مدينة.

### النمسا
في النمسا تصاميم المنازل تشبه تلك الموجودة في ألمانيا.

### كندا
تعريف البلدة في كندا يختلف من ولاية إلى أخرى. وعلى كل ولاية تحديد التشريعات للبلدة والمدن، وغيرها من أنواع التنظيم داخل الحدود البلدية الخاصة.

### فرنسا
من وجهة نظر إدارية، أصغر شيء في السلطات المحلية تسمى (بلديات).

### ألمانيا
ألمانيا لا تُفَرِّق بين المدينة والبلدة.

### الهند
في الهند، معظم قوانين الولايات والأقاليم لا يمكن أن تُصَنِّف القرية أو المستوطنة بالبلدة
مالم يتجاوز عدد سكانها 20000 شخص.

### إيران
في النصوص الفارسية المعاصرة، لا يوجد هناك فرق بين «البلدة» و«المدينة»، وكلاهما يترجم بـ "Shahr" (شهر).

### روسيا
بخلاف الإنكليز، اللغة الروسية لا تميز كلمة «البلدة» و«المدينة»، وكلاهما تترجم "город" (جورود).

### إنجلترا
حديثاً استعمالات كلمة بلدة في إنكلترا تعني سوق وبلدة قديمة،
وبالنسبة للمستوطنات التي لديها مجلس المدينة فيسمونها مدينة،
لكن ليس لديهم الحق بإطلاق على أنفسهم لقب المدينة، فقط من الإدارة العامة.

#### اسكتلندا
مدينة في اسكتلندا لا يحكمها قانوني محدد (وبخاصة في المناطق التي كانت أو لا تزال الناطقة باللغة الغيلية) إلى مجرد مجموعة من المباني (مثل مزرعة بلدة)، وليس كل منها قد تكون مأهولة بالسكان، أو إلى منطقة مأهولة بالسكان من أي حجم الذي هو ليس خلاف ذلك وصفت بعبارات مثل المدينة، بورغ، إلخ. سوف تصادف العديد من مواقع مختلفة.
بورغ (بورة وضوحاً) هو مصطلح الاسكتلنديين لمدينة أو بلدية. وكانوا وحدات الحكومة المحلية من درجة عالية من الحكم الذاتي على الأقل في القرن الثاني عشر حتى إلغائها في عام 1975م، عندما بدأ تطبيق هيكل إقليمي جديد للحكومة المحلية عبر البلاد. عادة استناداً مدينة، كانت شركة بلدية وبعض الحقوق، مثل درجة من الحكم الذاتي، والتمثيل في السيادة «برلمان اسكتلندا» رفعت في 1707.
ويصف هذا المصطلح لم تعد وحدات الحكومة المحلية على الرغم من مطالبات مختلفة مصنوعة من وقت لآخر أن التشريعات المستخدمة لم تكن مختصة بتغيير حالة «بورغس الملكي» الموصوفة أدناه. الحالة الآن احتفالية أساسا ولكن الوظائف المختلفة الموروثة بواسطة المجالس الحالية (مثل تطبيق الأوقاف المختلفة التي تقدم للمنفعة العامة) التي قد تنطبق فقط داخل منطقة عمل سابقا قبل بورغ؛ ونتيجة لذلك بورغ يمكن لا تزال موجودة (إذا كان فقط كمنطقة جغرافية محددة)، وقد وقع ما زال على هذا النحو من السلطة المحلية الحالية. تجدر الإشارة إلى أن كلمة 'بورغ' هو عموما لا تستخدم كمرادف ل 'المدينة' أو 'المدينة' في الخطاب اليومي، ولكن تم حجز معظمها لأغراض إدارية والحكومة.
تاريخيا، كانت بورغس أهم الملكي بورغس، تليها بورغس ريجاليتي وبورغس بروني. وحددت بعض المستوطنات الجديدة فقط بورغس الشرطة من القرن التاسع عشر فصاعداً، تصنيف الذي ينطبق أيضا على معظم بورغس كبار السن.

### الولايات المتحدة
في الولايات المتحدة، معنى مصطلح بلدة يختلف من ولاية إلى أخرى. في بعض الولايات البلدة
هي دمج للبلديات. وهو قانون مسجل مع ميثاق الأمم المتحدة التي وردت من الدولة. ومصطلح «المدينة» يشير إلى بلدية صغيرة أدرجت أقل من 10,000 شخص، على سبيل المثال - يمكن أن تختلف النسبة من دولة إلى أخرى. والسمة التي تميز المدينة عن البلدة أنها مأهولة بالسكان - وهي مدينة، حي والبلدة أحيانا تكون بلدة ولاكنها ليست بلدة حية.
وتختلف الولايات في مفهوم ''المدينة'' و''البلدة''. لكن كل ذلك ليس له أسس مبني عليها. وكلها مواثيق مبهمه ! علماً أن هناك فرق بين الترجمة أساساً.